# Mercato della Capixaba
Il Mercato della Capixaba (in portoghese Mercado da Capixaba) è uno storico edificio della città di Vitória in Brasile.

## Storia
L'edificio, progettato dall'architetto ceco Joseph Pitilick, venne costruito nel 1926 durante l'amministrazione del governatore Florentino Avidos per sosttuire il vecchio mercato municipale.
Il palazzo è stato vincolato dallo stato nel 1983.
Nella sera del 13 settembre 2002, un incendio ha causato gravi danni alla struttura.
Dopo essere stato sottoposto a un processo di restauro completo, è stato annunciato dalla stampa che la struttura verrà inaugurata il 4 luglio 2024.

## Descrizione
L'edificio presenta forme eclettiche e neoclassiche.

## Galleria d'immagini

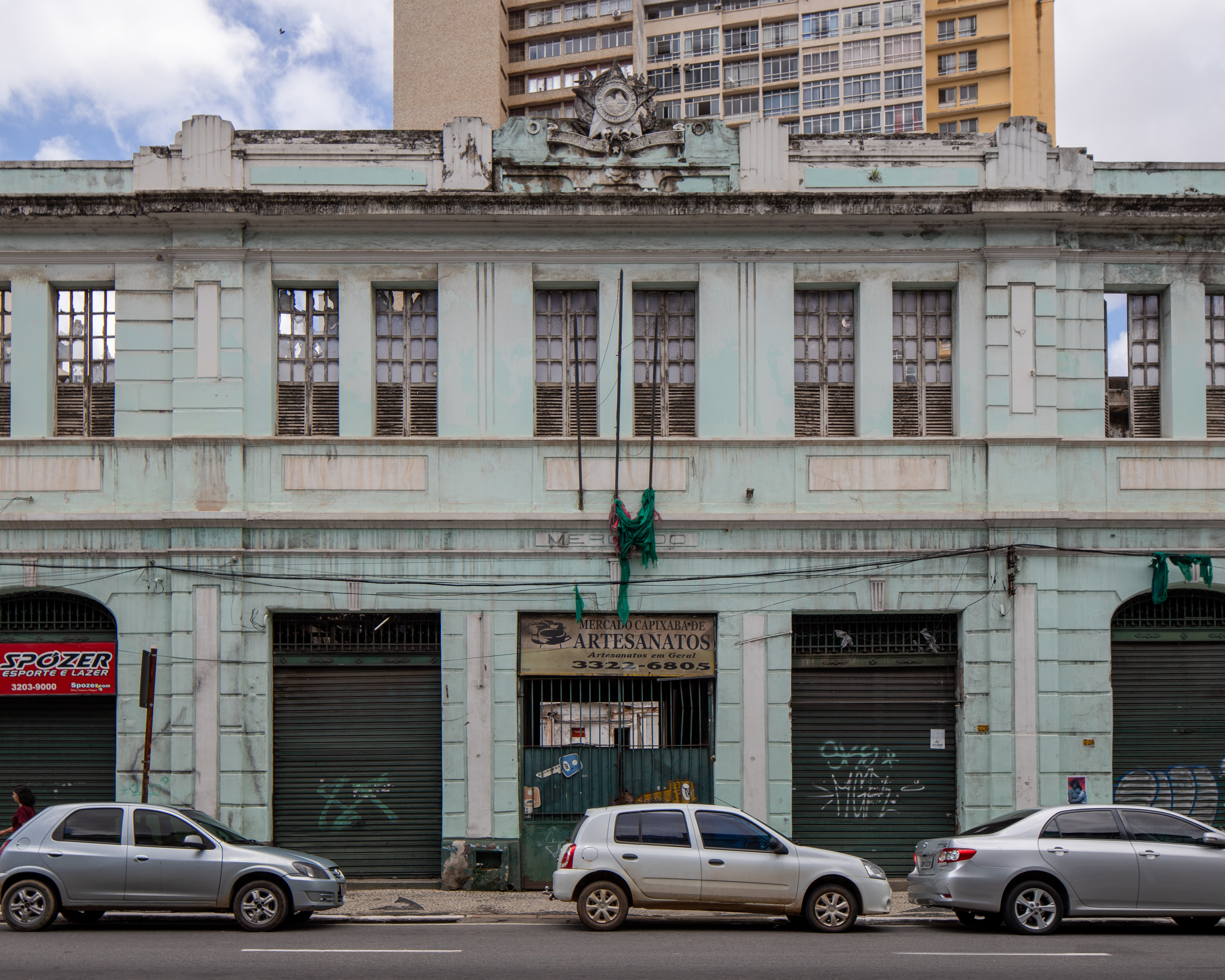
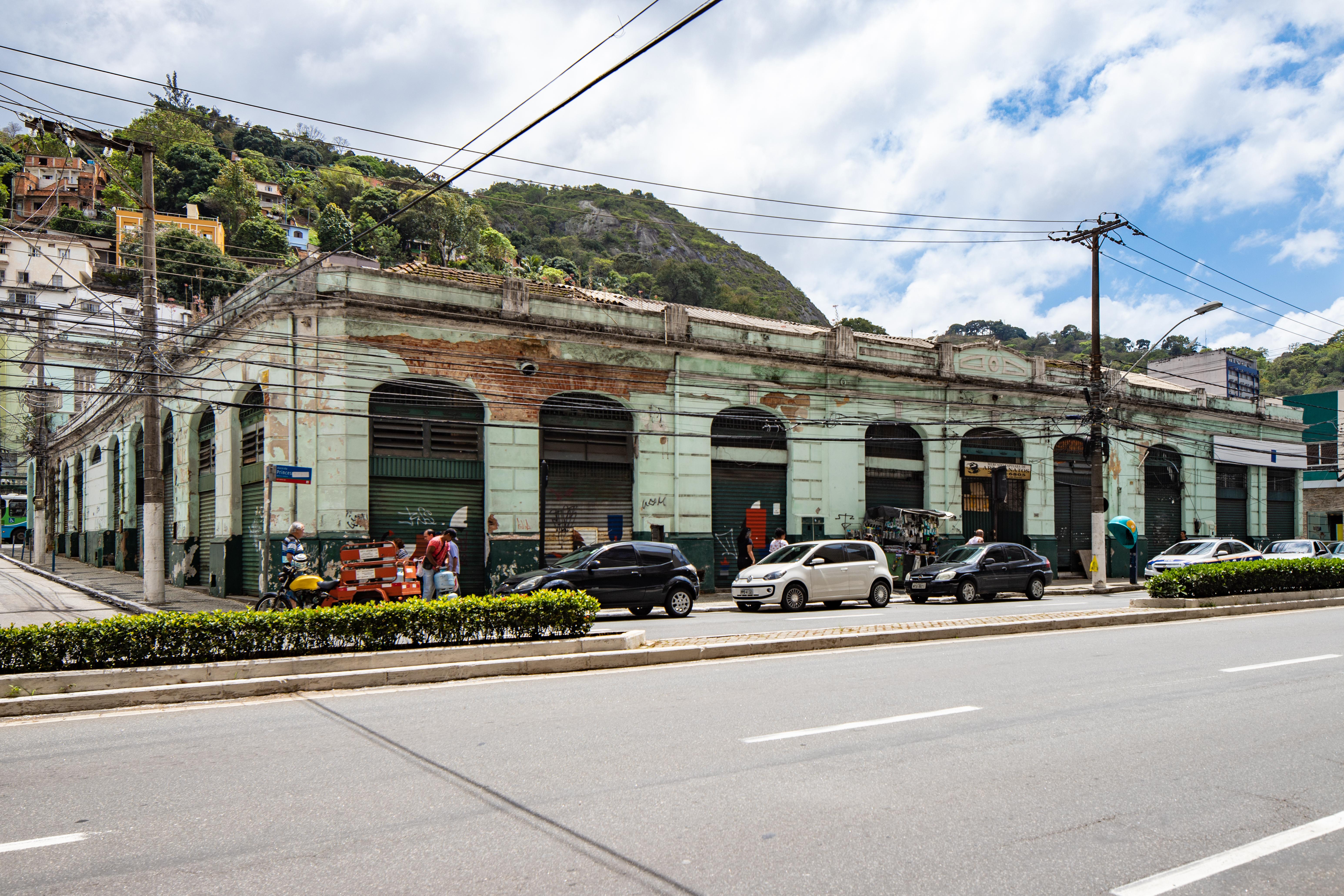
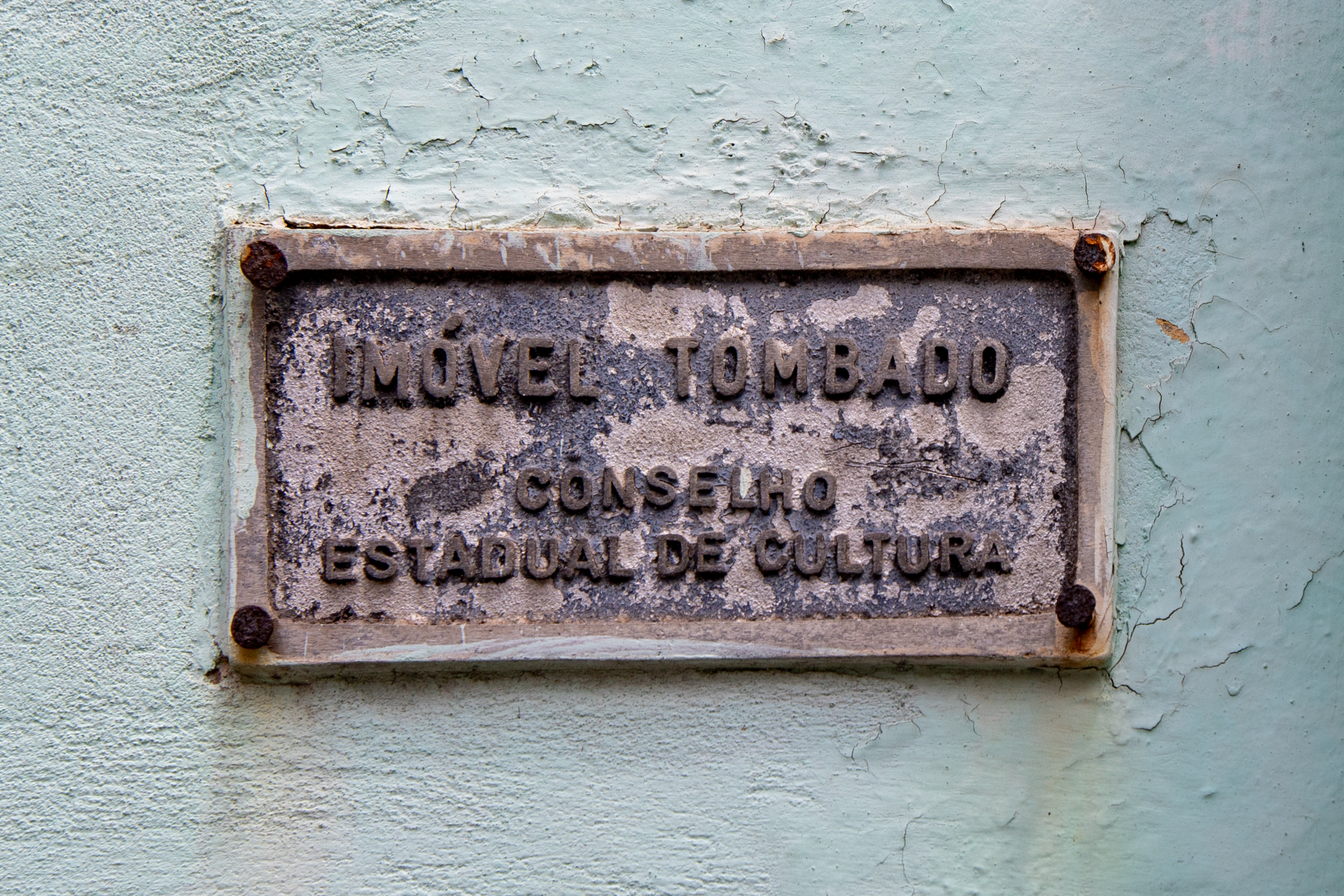